# Park Narodowy Washpool
Washpool (Washpool National Park) – park narodowy położony w stanie Nowa Południowa Walia w Australii, około 516  km na północ od Sydney.
Park jest częścią rezerwatu Gondwana Rainforests of Australia, wpisanego na listę światowego dziedzictwa UNESCO.
Park połączony jest 100 km szlakiem turystycznym z Parkiem Narodowym Gibraltar Range.